# Orthobula calceata
Orthobula calceata is een spinnensoort uit de familie van de Trachelidae.
De wetenschappelijke naam van de soort werd in 1897 gepubliceerd door Eugène Simon.